# Lukas Hradecky
Lukas Hradecky (n. 24 noiembrie 1989, Bratislava, Cehoslovacia) este un fotbalist finlandez care joacă pe post de portar și este căpitan   atât la Bayer Leverkusen, cât și la Echipa națională de fotbal a Finlandei. 
Născut la Bratislava, Slovacia de astăzi,  Hradecky a crescut în orașul finlandez Turku de la vârsta de un an. Și-a început cariera la profesioniști jucând pentru TPS, înainte de a semna cu Esbjerg fB la 19 ani în 2009. După ce a câștigat primul său trofeu, Prima Divizie Daneză, în timpul celui de-al treilea sezon în Danemarca, l-a ajutat pe Esbjerg să câștige Cupa Danemarcei în 2013. Hradecky a fost numit Fotbalistul Finlandez al Anului de către Asociația de Fotbal din Finlanda trei ani la rând între 2016 și 2018.
Fost internațional la categoriile sub-17, sub-18, sub-19, sub-20 și sub-21, Hradecky și-a făcut debutul pentru Finlanda în mai 2010, la vârsta de 20 de ani. A apărut în nouă din zece meciuri de calificare ale Finlandei la UEFA Euro 2020 și a ajutat echipa națională să își asigure prima apariție la Campionatul European de Fotbal.

## Cariera pe echipe

### TPS
Hradecky și-a început cariera la Turun Palloseura, un club din Turku,  acolo unde a crescut. În 2008, a jucat la Turneul Internațional de Tineret Karel Stegeman sub-19 ani din Ruurlo, Olanda, unde a câștigat premiul pentru cel mai bun portar. 

### Esbjerg
Pe 10 ianuarie 2009, Hradecky s-a transferat la Esbjerg fB și a semnat un contract de patru ani cu cei cinci ori campioni danezi.  Pe 3 august 2010 a fost anunțat că Hradecky a fost chemat să fie testat timp de o săptămână de către Manchester United pentru a-și consolida departamentul de portari după plecarea lui Tom Heaton.  Cu toate acestea, a ales să caute șansa de a fi portarul principal lui Esbjerg. După sezonul 2012-2013 din Superliga, contractul lui Hradecky cu Esbjerg fB a expirat și nu s-a ajuns la un acord de prelungire. 

### Brøndby
Pe 12 iunie 2013, Hradecky s-a alăturat clubului din Superliga Daneză, Brøndby IF, cu un contract de patru ani, printr-un transfer gratuit.  Pe 21 iunie 2013, Hradecky și-a făcut debutul în Superliga într-un meci împotriva lui Vestsjælland. 

### Eintracht Frankfurt
În august 2015, Hradecky s-a transferat de la Brøndby la echipa germană din Bundesliga, Eintracht Frankfurt . Valoarea transferului nu a fost niciodată publicată, dar conform ziarelor Eintracht a plătit 2,5 milioane de euro lui Brøndby.   În 2017–18, ultimul sezon al lui Hradecky cu Frankfurt, a fost votat portarul sezonului din Bundesliga. 

### Bayer Leverkusen
În mai 2018, Bayer Leverkusen a anunțat semnarea lui Hradecky pentru sezonul 2018-19 pe un transfer gratuit. A fost de acord cu un contract până în 2023. 

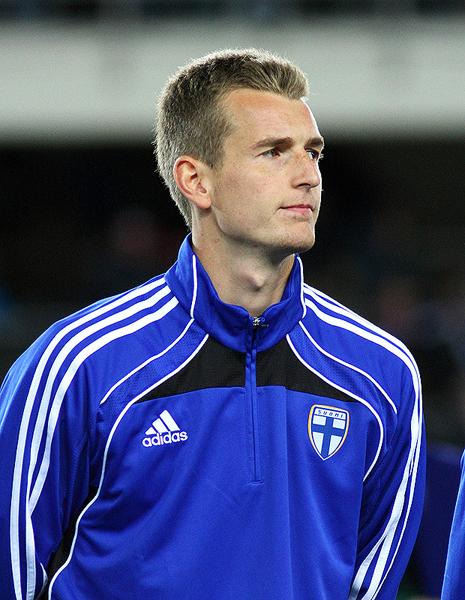
Hradecky cu Finlanda în 2011

Hradecky a debutat cu Leverkusen pe 15 septembrie 2018 într-un meci împotriva lui Bayern München.  Pe 6 august 2022, Hradecky a fost eliminat în timpul înfrângerii lui Leverkusen împotriva lui Borussia Dortmund după ce a întins mâna să apuce mingea în fața careului său. 
La 30 august 2022, Hradecky și-a reînnoit contractul cu Leverkusen, semnând o înțelegere până la sfârșitul lunii iunie 2026. 
În prima jumătate a sezonului 2023-2024, Hradecky și-a ajutat echipa să aibă un început fulger în fruntea ligii cu o serie de 16 meciuri de campionat fără înfrângere (25 de meciuri neînvinsă în toate competițiile), înregistrând șapte meciuri fără gol primit.    

## Cariera la națională

### Categoriile de tineret a Finlandei
Hradecky a câștigat câteva selecții pentru Finlanda la diferite categorii de tineret. Și-a făcut debutul la echipa națională la nivel de juniori când avea 16 ani, pe 16 noiembrie 2006, la Atena, într-un meci împotriva Greciei. A fost membru al echipei naționale de fotbal sub 20 de ani a Finlandei și a reprezentat echipa la Turneul Memorial Valentin A. Granatkin.  Hradecky a fost selectat la echipa națională de fotbal sub 21 a Finlandei pentru Campionatul European de Fotbal sub 21 din 2009, dar a fost nevoit să se retragă din cauza unei accidentări la genunchi.   A fost portarul principal a naționalei sub 21 de ani a Finlandei în timpul calificărilor pentru Campionatul European de Fotbal sub 21 din 2011.

### Naționala Finlandei
În ianuarie 2010, Hradecky a fost chemat la echipa națională de fotbal a Finlandei de către Stuart Baxter pentru a înfrunta Coreea de Sud într-un meci amical în Málaga, Spania. Hradecky a fost pe bancă tot meciul. În cele din urmă, a debutat cu prima echipă pe 21 mai 2010, când l-a înlocuit pe Jukka Lehtovaara în a doua repriză într-o înfrângere cu 2-0 în deplasare împotriva Estoniei.  A jucat primul său meci de calificare la Campionatul European UEFA pe 3 iunie 2011, când Mixu Paatelainen l-a ales în linia de start împotriva lui San Marino la Serravalle.  În toamna lui 2011 s-a impus ca obișnuit în echipa națională a Finlandei și a jucat în meciurile de calificare la Campionatul European împotriva Moldovei, Țărilor de Jos și Suediei. 
Hradecky a apărut în trei meciuri amicale în timpul pregătirii Finlandei pentru calificarea la Campionatul Mondial de Fotbal 2014. A fost ales ca titular în primul meci de calificare împotriva Franței, dar a rămas ca înlocuitor pentru restul campaniei, deoarece Niki Mäenpää s-a impus ca portar principal.
Hradecky a fost convocat pentru meciul amical dinaintea turneului UEFA Euro 2020 împotriva Suediei pe 29 mai 2021.  A jucat în toate cele trei jocuri internaționale de la turneul UEFA Euro 2020. Finlanda a fost clasată pe locul 3 în Grupa B după o înfrângere cu 2-0 în fața Belgiei pe 21 iunie 2021.  Ulterior, au fost eliminați din turneu. Hradecky a fost premiat drept cel mai bun portar al turneului din faza grupelor. 

## Viața personală
Hradecky sa născut în zona Kramáre⁠(d) din Bratislava.  Vorbește slovacă și are pașaport slovac. În septembrie 1990, tatăl său, un jucător de volei, s-a mutat în Finlanda și a început să joace pentru Ruskon Pallo -67, cu sediul în Turku.  În acea iarnă, familia sa stabilit în Runosmäki.  Frații săi Tomas și Matej sunt și ei fotbaliști profesioniști. 

## Palmares
Esbjerg fB
- Cupa Danemarcei: 2012–13
- Prima Divizie Daneză : 2011–12

Eintracht Frankfurt
- DFB-Pokal: 2017–18

Finlanda
- Vice-campion al Cupei Baltice: 2012

Premii individuale
- Jucătorul promițător al anului Asociației de Fotbal din Finlanda: 2007 [36]
- Asociația de Fotbal din Finlanda: Fotbalistul finlandez al anului: 2016, 2017, 2018, 2021, 2023
- Premiul pentru cel mai bun portar la Turneul Internațional de Tineret Karel Stegeman sub-19 ani: 2008
- Echipa națională de fotbal sub 21 de ani a Finlandei, portarul anului: 2010 [37]
- Echipa națională de fotbal sub 21 de ani a Finlandei Jucătorul anului: 2010 [38]
- Portarul anului din Superliga Daneză: 2013 [39]
- Cel mai bun jucător al sezonului de primăvară din Superliga Daneză: 2013 [40]
- Cel mai bun jucător al sezonului a lui Esbjerg fB: 2013
- Fotbalistul anului al jurnaliștilor sportivi finlandezi: 2016, [41] 2017, [42] 2018, [43] 2020, [44] 2021
- Personalitatea sportivă finlandeză a anului: 2020 [45]
- Echipa sezonului din Bundesliga: 2017–18 [46]